# Adesmia ciliata
Adesmia ciliata es una especie de planta floral del género Adesmia, categorizada en la tribu Dalbergieae, de la subfamilia Faboideae.

## Distribución
Especie nativa de Brasil. Crece en el bioma subtropical.

## Taxonomía
Fue descrita por Vogel y publicada en Linnaea 12: 74 (1838).
Sinónimos homotípicos
- Patagonium ciliatum (Vogel) Kuntze.[1]

Sinónimos heterotípicos
- Adesmia ciliata var. graminetorum Burkart.[1]